# Cratere Wafra
Wafra  è un cratere sulla superficie di Marte.